# 三醣
三醣（英語：Trisaccharide）是由三個單醣分子通過兩個醣苷鍵連接所組成的寡醣。如同雙醣，三醣中的醣苷鍵可以由單醣分子上的任何氫氧基形成，所以即使合成三醣的三個單醣是同一種（如葡萄糖），若形成醣苷鍵的位置不同，所形成的三醣也會有著不同的物理與化學特性。

## 典型的三醣
| 三醣                         | 首糖單位 | 醣苷鍵形式 | 中間糖單位 | 醣苷鍵形式 | 末糖單位 |
| 異麥芽三糖（Isomaltotriose） | 葡萄糖   | α(1→6)     | 葡萄糖     | α(1→6)     | 葡萄糖   |
| （Panose）                   | 葡萄糖   | α(1→6)     | 葡萄糖     | α(1→4)     | 葡萄糖   |
| 黑麴黴三糖（Nigerotriose）   | 葡萄糖   | α(1→3)     | 葡萄糖     | α(1→3)     | 葡萄糖   |
| 麥芽三糖（Maltotriose）      | 葡萄糖   | α(1→4)     | 葡萄糖     | α(1→4)     | 葡萄糖   |
| 松三糖（Melezitose）         | 葡萄糖   | α(1→2)     | 果糖       | α(1→3)     | 葡萄糖   |
| 麥芽三酮糖（Maltotriulose）  | 葡萄糖   | α(1→4)     | 葡萄糖     | α(1→4)     | 果糖     |
| 棉子糖（Raffinose）          | 半乳糖   | α(1→6)     | 葡萄糖     | β(1→2)     | 果糖     |
| 蔗果三糖（Kestose）          | 葡萄糖   | α(1↔2)     | 果糖       | β(1←2)     | 果糖     |